# Antharmostes fuscimargo
Antharmostes fuscimargo là một loài bướm đêm trong họ Geometridae.